# Mariusz Kaczmarek (elektronik)
Mariusz Kaczmarek – polski elektronik specjalizujący się w biocybernetyce i inżynierii biomedycznej. Od października 2022 prorektor ds. kształcenia Politechniki Gdańskiej.